# Жиль Пулен
Жиль Пулен (фр. Gilles Poulain; ок.1240 — ок. 1270) — последний правящий сеньор Хайфы (1264—1265), с 1265 титулярный.
Старший сын Жоффруа Пулена (погиб под Газой в 1244) и его жены Эльвизы, сеньоры Хайфы, дочери Рохарда II. После смерти отца находился под опекой отчимов — Гарсии Альвареса и (с 1257) Жана де Валансьенна, которые и управляли Хайфой.
В 1264 году после смерти матери вступил во владение наследством (как раз в это время Жан де Валансьенн вместе с архиепископом Тира отправился в Европу собирать деньги на содержание крестоносного войска, и в Святую землю больше не вернулся). Но Жиль Пулен правил недолго — уже в следующем году 15 марта Хайфу заняли и полностью разрушили мамлюки Бейбарса, всё население было эвакуировано. Под властью сеньора осталось несколько деревень.
Жиль Пулен был женат на Маргарите де Бри, дочери Жана де Бри и Аликс Шапп. Дети:
- Жоффруа (ум. ок. 1279), титулярный сеньор Хайфы.
- Рохарт
- Эльвиза, жена Гуго де Радуфа.